# Эберсбах (Гёрлиц)
Эберсбах (нем. Ebersbach) — город в Германии, в земле Саксония. Подчинён административному округу Дрезден. Входит в состав района Гёрлиц.
Население составляет 8630 человек (на 31 декабря 2006 года). Занимает площадь 14,89 км².
Город подразделяется на 17 городских районов.